# Autoportrait au sixième anniversaire de mariage
Autoportrait au sixième anniversaire de mariage – en allemand Selbstbildnis am 6. Hochzeitstag – est un tableau réalisé par la peintre allemande Paula Modersohn-Becker le 25 mai 1906 à Paris, en France. De format vertical, cette tempera sur toile est un autoportrait dans lequel la jeune femme se représente en pied devant un fond vert clair à l'occasion du sixième anniversaire de son mariage avec Otto Modersohn. Un sautoir entre ses seins nus, elle se tient l'abdomen en imaginant une future grossesse. L'œuvre est conservée au musée Paula Modersohn-Becker, à Brême.